# Adriaan Hendrik van der Weel
Adriaan Hendrik van der Weel (* 8. Dezember 1895 in Middelburg; † 5. Juli 1976 in Amsterdam) war ein niederländischer Romanist.

## Leben und Werk
Weel wurde 1942 an der Universität Groningen bei Kornelis Sneyders de Vogel promoviert mit der Arbeit Paul-Louis de Mondran, 1734-1795. Un chanoine homme d'esprit du dix-huitième siècle d'après des documents inédits (Rotterdam 1942). Er war von 1954 bis 1966 ordentlicher Professor für Französisch an der Universität Amsterdam.
Adriaan Hendrik van der Weel ist nicht zu verwechseln mit Professor A. H. (Adriaan) van der Weel (* 1953).

## Weitere Werke
- Vier vormen van nabootsing in de letterkunde, Rotterdam 1954 (Antrittsvorlesung: Vier Formen von Nachahmung in der Literatur)